# Kovács Tamás György
Kovács Tamás György (1966) elméleti fizikus, habilitált egyetemi tanár, az MTA doktora.

## Tanulmányai
Fizikus diplomáját a Kossuth Lajos Tudományegyetemen (a mai Debreceni Egyetemen), szerezte 1990-ben. 1993-ban MSc fokozatot szerzett az Illinoisi Egyetemen, majd 1996-ban doktorált Los Angelesben, a Kaliforniai Egyetemen. 2004-ben MTA doktori címet szerzett, 2006-ban a Debreceni Egyetemen habilitált.

## Szakmai tevékenysége
Kutatómunkáját főleg az alábbi témakörökben végzi: Kvantum-színdinamika, térelmélet rácson, nem perturbatív jelenségek a kvantum-színdinamikában, instantonok(en), kvantumvortexek(en), királisan szimmetrikus(en) fermionok rácson.
Doktori fokozatszerzése utáni 1996–1998 között kutatómunkát végzett a Coloradoi Egyetemen Boulderben, 1998–2000 között a Leideni Egyetemen Hollandiában, 2000–2002 között a Deutsches Elektronen-Synchrotron intézetben a németországi Zeuthenben.
Munkája mellett a Physical Review D, a Physical Review Letters és a Journal of High Energy Physics referense.

## Díjai, elismerései
- Lendület ösztöndíj (2011–2014)[3]

## További információ
- Kovács Tamás György - ODT Személyi adatlap (magyar nyelven). doktori.hu. (Hozzáférés: 2018. december 3.)
- Kovács Tamás György - ATOMKI. (Hozzáférés: 2018. december 3.)